# The Daily Mail / Staircase
"The Daily Mail" / "Staircase" és un senzill del grup britànic Radiohead llançat el 19 de desembre de 2011. Ambdues cançons foren extretes de l'àlbum de vídeos en directe The King of Limbs: Live from the Basement.
"The Daily Mail" ja estava escrita des de feia més de sis anys però sempre quedava fora dels discs a falta de trobar l'arranjament final que els va convèncer per incloure-la a From the Basement. No fou fins al 2010 que Yorke la va presentar en concert en solitari, i llavors la va utilitzar durant la primera gira del seu projecte alternatiu Atoms for Peace. Radiohead va estrenar la versió definitiva de la cançó al Festival de Glastonbury de 2011, i llavors va ser inclosa en aquest àlbum. En canvi, "Staircase" fou compon poc abans de l'enregistrament de The King of Limbs i fou interpretada durant la gira de presentació d'aquest treball.

## Llista de cançons
1. "The Daily Mail" − 3:37
2. "Staircase" − 4:31